# Franz Bittner (Gewerkschafter)
Franz Bittner (* 17. November 1953 in Wien; † 1. November 2023) war ein österreichischer Gewerkschafter. Von 1993 bis 2006 war er Vorsitzender der Gewerkschaft Druck, Journalismus, Papier (djp) und von 1997 bis 2009 Obmann der Wiener Gebietskrankenkasse. Von 2013 bis 2023 war er Patientenombudsmann der Ärztekammer für Wien.

## Leben
Franz Bittner besuchte von 1960 bis 1969 die Pflichtschule, anschließend absolvierte er eine Lehre zum Lithografen. Seinen Lehrabschluss machte er 1973. Von 1969 bis 1993 war er für die Kurier AG/Mediaprint Reprotechnik tätig. 1987/88 besuchte er die Sozialakademie der Arbeiterkammer Wien.
Ab 1993 war er Vorsitzender der Gewerkschaft Druck, Journalismus, Papier (djp), ab 2006 Vorsitzender-Stellvertreter der mit der Gewerkschaft der Privatangestellten (GPA) fusionierten Gewerkschaft der Privatangestellten, Druck, Journalismus, Papier (GPA-djp). Von 1997 bis 2009 war er Obmann der Wiener Gebietskrankenkasse (WGKK), anschließend war er Geschäftsführer der Peri Human Relations GmbH, seit 2011 war er selbstständiger Berater im österreichischen Gesundheitswesen. Als Obfrau der WGKK folgte ihm 2009 Ingrid Reischl nach. Bittner war vier Jahre Mitglied des Verwaltungsrates im Arbeitsmarktservice (AMS), 18 Jahre Mitglied des Aufsichtsrates im Berufsförderungsinstitut (BFI) Wien und 18 Jahre lang Kammerrat in der Arbeiterkammer Wien und der Bundesarbeiterkammer.
Im Hauptverband der österreichischen Sozialversicherungsträger war er von 1998 bis 2003 Vorsitzender des Dienstrechtskomitees, von 2001 bis 2005 Vorsitzender der Hauptversammlung und von 2005 bis 2009 Vorsitzender der Trägerkonferenz. 2013 wurde er zum Patientenombudsmann der Ärztekammer für Wien gewählt.
In dieser Funktion folgte ihm 2023 Thomas Holzgruber nach. Bittner verstarb wenige Tage vor seinem 70. Geburtstag nach kurzer schwerer Krankheit.

## Auszeichnungen
- 2010: Großes Ehrenzeichen für Verdienste um die Republik Österreich[10]
- 2019: Goldenes Ehrenzeichen für Verdienste um das Land Wien[11][12][13]